# Dalešice (district de Třebíč)
Pour les articles homonymes, voir Dalešice.
Dalešice (en allemand : Daleschitz) est un bourg (městys) du district de Třebíč, dans la région de Vysočina, en République tchèque. Sa population s'élevait à 584 habitants en 2020.

## Géographie
Dalešice se trouve à 11 km au sud-est de Náměšť nad Oslavou, à 18 km au sud-est de Třebíč, à 47 km au sud-est de Jihlava et à 159 km au sud-est de Prague.
La commune est limitée par Stropešín et Popůvky au nord, par Kramolín à l'est, par Slavětice au sud, et par Hrotovice et Valeč à l'ouest.

## Histoire
La première mention écrite de la localité date de 1101.

## Économie
- La centrale hydroélectrique de Dalešice sur la rivière Jihlava.

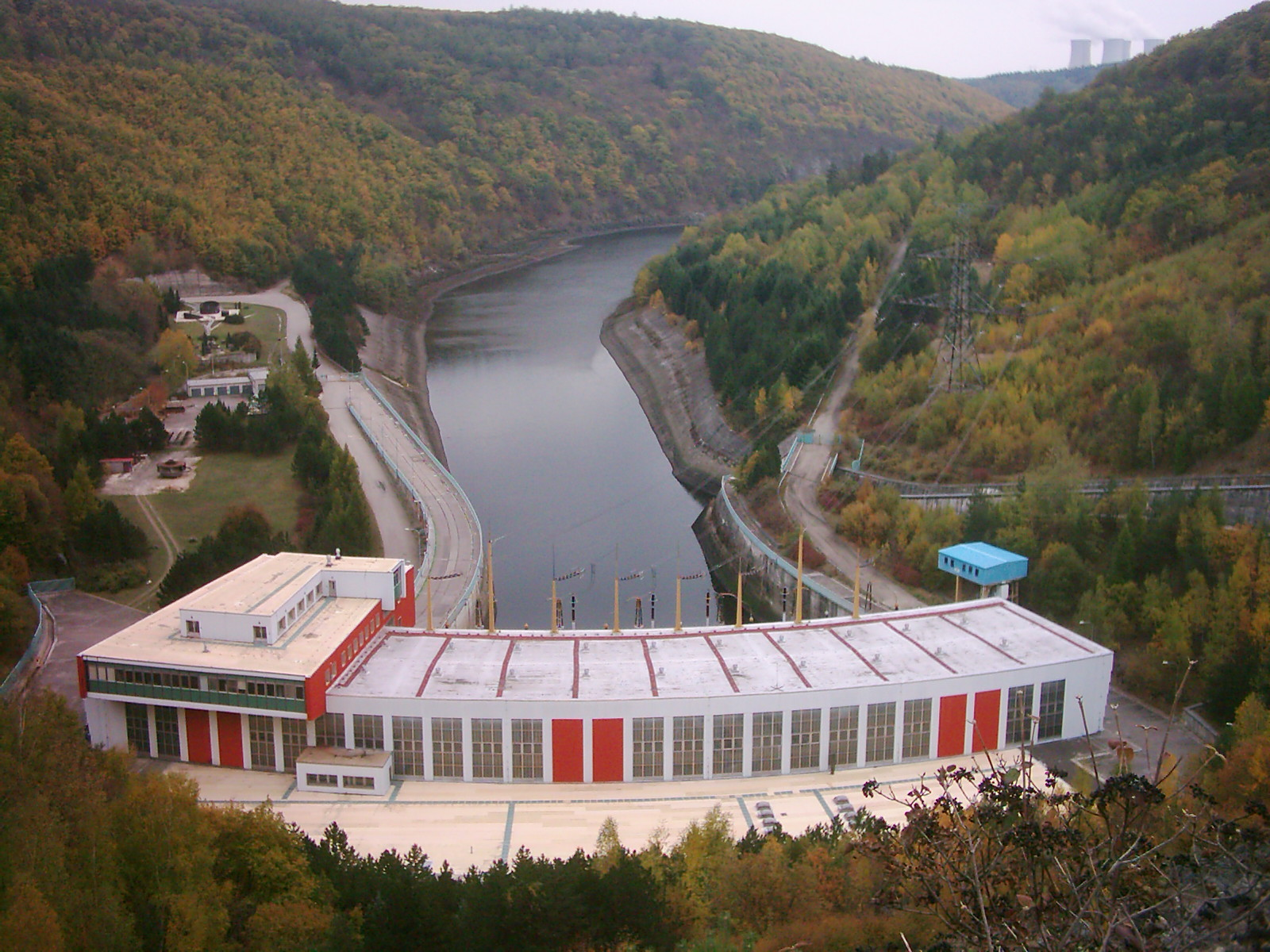
La centrale électrique de Dalešice.

## Transports
Par la route, Dalešice se trouve à 15 km de Náměšť nad Oslavou, à 19 km de Třebíč, à 58 km de Jihlava et à 191 km de Prague.